# Jair Ferreira dos Santos
Jair Ferreira dos Santos (Cornélio Procópio, 11 de janeiro de 1946) é um poeta e escritor brasileiro. 
Graduado em Comunicação Social pela UFRJ, seu livro A faca serena (1983) foi premiado pela Associação Paulista de Críticos de Arte. 
O que Fazer com o que Kafka fez com a Gente, um dos contos da sua coletânea Cybersenzala, foi adaptado para o teatro pelo ator Gerrah Tenfuss, em 2010.

## Obras

### Poesia
- A faca serena. Achiamé, 1983.

### Contos
- Cybersenzala. São Paulo: Brasiliense, 2006.
- A Inexistente Arte da Decepção (Agir, 1996)
- Kafka na cama. Civilização Brasileira,1980.

### Ensaios
- Breve, o pós-humano: ensaios contemporâneos (2002, Francisco Alves)
- O que é pós-moderno - Coleção Primeiros Passos. Brasiliense, 1987.[8]